# 日本島風號護衛艦與中國漁船相撞事件
島風號護衛艦與中國籍漁船相撞事件，是日本島風號護衛艦(DDG-172)與載有13人的中國籍漁船所發生的相撞事件，事件發生前島風號於2020年3月30日上午從長崎佐世保基地出發執行巡邏任務，並在2020年3月30日19點0分(UTC+8)於鹿兒島縣屋久島650公里的東海公海上與該艘漁船相撞。

## 損害
島風號在這次的相撞事件中，左舷後方被撞出1公尺長、20公尺寬的洞。中國籍漁船則是右舷前方受損，並有一名船員腰部受傷。

## 事後
事件發生後，中國希望日本能夠積極配合調查此事件，以防類似情形再次發生。經過海上自衛隊內部設置事故調查委員會調查後，海上自衛隊幕僚長山村浩對此次事件表達歉意。